# Tercina
Em música, uma tercina ou tresquiáltera é uma quiáltera que indica o uso de três notas ocupando o tempo que normalmente seria o de duas.
Por exemplo, quando num tempo de um compasso quaternário, em vez de duas colcheias, colocamos três, todas com a mesma duração, temos uma tercina. Nela, cada colcheia equivale a um terço de tempo. A tercina é representada por um '3', situado em cima das notas.
Uma tercina pode não formar um grupo de três notas iguais: basta que a soma de suas durações seja equivalente à da três notas iguais. Além disso, uma tercina pode conter pausas: o valor da pausa é então igual àquele da nota que ela substitui.Cada tercina do exemplo abaixo equivale à duração de uma semínima: